# Onthophagus fuscopunctatus
Onthophagus fuscopunctatus là một loài bọ cánh cứng trong họ Bọ hung (Scarabaeidae).